# Premios Juventud
Os Premios Juventud ou PJ (Prêmios Juventude) são atribuídos pelo canal de televisão estadunidense Univisión a celebridades falantes de castelhano na área do cinema, música, esporte, moda e cultura pop.
Os vencedores passados incluem personalidades como Maluma, Shakira, Prince Royce, Thalía, Romeo Santos, Karol G, e bandas como os RBD e Maná.

## Edições
| Edição | Data                   | Apresentador(es)                                                                        | Local                                       |
| ------ | ---------------------- | --------------------------------------------------------------------------------------- | ------------------------------------------- |
| 1ª     | 23 de setembro de 2004 | Cristián de la Fuente, Galilea Montijo, Myrka Dellanos                                  | Watsco Center                               |
| 2ª     | 22 de setembro de 2005 | Jaime Camil, Kate del Castillo                                                          | Watsco Center                               |
| 3ª     | 13 de julho de 2006    | Alessandra Rosaldo, Cristián de la Fuente, Jan, Ninel Conde                             | Watsco Center                               |
| 4ª     | 19 de julho de 2007    | Angélica Vale, Belinda Peregrín, Jaime Camil                                            | Watsco Center                               |
| 5ª     | 17 de julho de 2008    | Eduardo Santamarina, Mayrín Villanueva, RBD                                             | Watsco Center                               |
| 6ª     | 16 de julho de 2009    | Anahi, Juan Soler, Karyme Lozano, Pee Wee                                               | Watsco Center                               |
| 7ª     | 15 de julho de 2010    | Ninel Conde, Pee Wee                                                                    | Watsco Center                               |
| 8ª     | 21 de julho de 2011    | William Levy                                                                            | Watsco Center                               |
| 9ª     | 19 de julho de 2012    | Alicia Machado                                                                          | Watsco Center                               |
| 10ª    | 18 de julho de 2013    | Eduardo Yáñez, Erika Buenfil                                                            | Watsco Center                               |
| 11ª    | 17 de julho de 2014    | Ana Brenda Contreras, Cristián de la Fuente, Galilea Montijo                            | Watsco Center                               |
| 12ª    | 16 de julho de 2015    | Alejandra Espinoza, El Dasa, Ninel Conde, William Levy                                  | Watsco Center                               |
| 13ª    | 14 de julho de 2016    | Emeraude Toubia, William Levy                                                           | Watsco Center                               |
| 14ª    | 06 de julho de 2017    | Alejandra Espinoza, Danilo Carrera, Jesse y Joy, Leslie Grace, Luis Coronel             | Watsco Center                               |
| 15ª    | 22 de julho de 2018    | Manolo Gonzalez-Ripoll Vergara, María Elena Dávila                                      | Watsco Center                               |
| 16ª    | 18 de julho de 2019    | Lali, CNCO, Alejandra Espinoza & Maite                                                  | Watsco Center                               |
| 17ª    | 13 de agosto de 2020   | Sebastián Yatra, Ana Patricia Gámez, Francisca Lachapel, Julissa Calderon e Borja Voces | Seminole Hard Rock Hotel & Casino Hollywood |
| 18ª    | 22 de Julho de 2021    | Sebastián Yatra, Alejandra Espinoza                                                     | Watsco Center                               |
| 19ª    | 21 de Julho de 2022    | Danna Paola, Prince Royce, Clarissa Molina, Eduin Caz                                   | Coliseu José Miguel Agrelot                 |